# Crestwood (Kentucky)
Crestwood è un comune degli Stati Uniti d'America, situato nello Stato del Kentucky, nella contea di Oldham.